# モンテレアーレ・ヴァルチェッリーナ
モンテレアーレ・ヴァルチェッリーナ（伊: Montereale Valcellina）は、イタリア共和国フリウリ＝ヴェネツィア・ジュリア州ポルデノーネ県にある、人口約4,200人の基礎自治体（コムーネ）。

## 地理

### 位置・広がり

#### 隣接コムーネ
隣接するコムーネは以下の通り。
- アンドレーイス
- アヴィアーノ
- バルチス
- マニアーゴ
- サン・クイリーノ

### 気候分類・地震分類
モンテレアーレ・ヴァルチェッリーナにおけるイタリアの気候分類 (it) および度日は、zona E, 2911 GGである。
また、イタリアの地震リスク階級 (it) では、zona 1 (sismicità alta) に分類される。

## 行政

### 分離集落
モンテレアーレ・ヴァルチェッリーナには、以下の分離集落（フラツィオーネ）がある。
- Grizzo, Malnisio, San Leonardo Valcellina